# 세라 바트먼
세라 "사르지에" 바트먼(Sarah "Saartjie" Baartman, 1789년 ~ 1815년 12월 29일)은 19세기 인종차별의 상징으로 프랑스 등 유럽을 돌면서 구경거리가 되었던 인물이다. 사키 바트먼 또는 세라 바트먼으로 불리기도 하며, 유럽에서 코이코이족을 비하하는 단어로 쓰이는 호텐토트족인 점을 따 '호텐토트 비너스'라고 불리기도 한다.

## 일생
19세기 세라 바트먼이 살고 있던 남아프리카 공화국은 백인들에 의해 공격을 받았고 대부분이 죽었다. 그러나 세라 바트먼은 살아 남아 유럽으로 팔려 나갔다. 그러나 세라 바트먼의 큰 엉덩이와 가슴 등의 특이한 외형 때문에 호기심을 갖게 된 영국인 윌리엄 던롭(William Dunlop)은 이를 돈벌이에 이용할 목적으로 세라 바트먼을 '구입'한다. 그 이후 세라 바트먼은 유럽을 다니며 인간 전시물이 되어 큰 인기를 끌게 되며 윌리암은 큰 돈을 벌게 된다. 세라 바트먼은 동물 상인에게 팔려다니는 등 동물로 다루어졌다. 당시 유럽인들은 코이코이족을 사람으로 생각하지 않았으며 '우수한 유인원' 정도로 생각했고, 코이코이족을 비하하는 단어인 호텐토트를 따 '호텐토트 비너스'라고 불렀다. 세라 바트먼은 광장, 대학, 서커스 등에서 나체로 사람들의 구경거리가 되었다. 이후 사람들의 관심이 사그라들자 알콜중독에 빠지고 매춘부가 되어 불행한 삶을 살았다. 세라 바트먼은 외모와 인종 때문에 이런 차별을 겪게 되었고 훗날 여성 학대, 식민 통치의 잔혹성, 인종차별의 상징이 되었다.

## 사망 이후
사망 이후에도 그의 유해는 정상적으로 반환되지 않고 프랑스에 귀속되었으며, 사람이 아니라 동물이라는 인종차별적 주장도 여전했다. 이러한 주장을 근거로 바트만의 유해는 뼈와 성기, 뇌 등의 내장이 들어내져 연구 대상이 되거나, 박제로 만들어져 1974년까지 박물관에 전시되었다. 그러나 바트만의 유해에서 추출한 유전자를 감식한 결과 완전한 인간이라는 결과가 나와 동물 논쟁은 끝을 맺었다.
이후에 인권단체들을 중심으로 유해 반환 시위가 일어났으나 프랑스는 세라 바트먼의 박제에 대해 '타국에서 유입된 유물은 프랑스 소유'라는 관련 법규를 들어 남아프리카 공화국으로의 반환을 반대하였다. 그러나 인권단체들은 '사람의 신체는 누구의 소유도 될 수 없다'는 다른 법 규정을 들어 프랑스 정부를 비난하였다. 결국 2002년 5월 프랑스는 악화되는 여론을 이기지 못하고 세라 바트먼의 유해를 200년 만에 본국인 남아프리카 공화국 이스턴케이프 주에 되돌려 주게 되었다. 그의 매장식에는 타보 음베키 남아프리카 공화국 대통령과 넬슨 만델라 전 대통령을 비롯, 8천여명이 참석하였다.

## 미디어
- EBS 《지식채널e》- 이상한 쇼
- 2010년 1월 31일 MBC 《신비한 TV 서프라이즈》

## 같이 보기
- 몸매
- 여체
- 인간 동물원
- 과학적 인종주의